# Dynomiella
Genre
Dynomiella est un genre d'insectes diptères brachycères de la famille des Canacidae.

## Systématique
Le genre Dynomiella a été créé en 1956 par l'entomologiste italien Antonio Giordani Soika (d) (1913-1997).

## Liste d'espèces
Selon l’Index to Organism Names (ION) consulté le 29 octobre 2022 :
- Dynomiella arenicola Soika, 1956
- Dynomiella australica Mathis, 1996
- Dynomiella cala (Cresson, 1934)
- Dynomiella glauca (Wirth, 1956)
- Dynomiella spinosa (Wirth, 1956)
- Dynomiella stuckenbergi (Wirth, 1956)